# Lúcio Mécio Póstumo
Lúcio Mécio Póstumo (em latim: Lucius Maecius Postumus) foi um senador romano nomeado cônsul sufecto para o nundínio de julho a agosto de 98 com Aulo Vicírio Marcial. Provavelmente era oriundo de uma família senatorial de Tarraco, na Hispânia Tarraconense.

## Carreira
Por volta de 76 foi admitido entre os quindecênviros stlitibus iudicandis. Depois, foi tribuno da Legio XIII Gemina. Em 79, foi questor e, em seguida, tribuno da plebe. Em 84, foi pretor e legado de uma das legiões da Síria. Finalmente, assumiu o consulado sufecto em 98.